# Junji Ito's Cat Diary: Yon & Mu
Junji Ito's Cat Diary: Yon & Mu (伊藤潤二の猫日記 よん&むー Itō Junji no Neko Nikki: Yon & Mū) јесте животописна сеинен хорор манга коју је написао и илустровао Џунџи Ито. Првобитно је објављена као серијал у недељнику Monthly Magazine Z издавачке куће Коданша у периоду од новембра 2007. до децембра 2008. Издавач Коданша је доцније саставио десет прича и сместио их у танкобон који је у Јапану објављен у марту 2009.
Амерички огранак издавача Коданша је у октобру 2015. објавио превод танкобона на енглески језик који је додатно садржао прилоге који су створили Џунџи Ито и његова супруга 2011. После објављивања на енглеском језику, манга је добила позитивне критике и добар комерцијални одјек, те је била на седмичној листи десет најпродаванијих манги Њујорк тајмса. Критичари су хвалили Итов хумор.
Радња прати авантуре Џ-куна, хорор мангаке, који се прилагођава животу с двема мачкама: Јон, коју му вереница доводи, и Му, норвешком шумском мачком коју пар усваја док је била маче. Приче се углавном ослањају на животописне елементе Итовог личног искуства с мачкама. 